# Chamaepentas longituba
Chamaepentas longituba är en måreväxtart som först beskrevs av Karl Moritz Schumann och Adolf Engler, och fick sitt nu gällande namn av Jesper Kårehed och Birgitta Bremer. Chamaepentas longituba ingår i släktet Chamaepentas och familjen måreväxter. Inga underarter finns listade i Catalogue of Life.